# ムラセン山
ムラセン山（ムラセンさん、スペイン語: Mulhacén, スペイン語発音: [mulaˈθen]）は、イベリア半島南東部のベティコ山系シエラネバダ山脈にある山。スペイン・アンダルシア州グラナダ県に属している。標高は3,478.6m。スペイン本土およびイベリア半島の最高峰である。

## 名称
15世紀にナスル朝グラナダ王国の君主だったアブルハサン・アリー（通称 : Muley Hacén）に因んでおり、アブルハサン・アリーはムラセン山の頂上に埋葬されたとする伝説がある。日本語ではムーラセーン山と表記されることもある。

## 地理
グラナダの南東40kmにある。最高峰が5,642mであるコーカサス地方のカフカス山脈の山々、最高峰が4,810mでありイタリアやスイスなどにまたがるアルプス山脈の山々を除けば、ヨーロッパ大陸でもっとも標高が高い山である。プロミネンス（山麓からの比高）は3,285mであり、西ヨーロッパではモンブラン、エトナ山についで3番目にプロミネンスが高い山であり、世界全体では64番目にプロミネンスが高い山である。

## 登山
この山は特に険しい山ではない。西側尾根や南側斜面は緩やかで、登山技術的にも難しくはない。北東側の尾根は短いが急で、技術的にもやや難しい。しかし、北面はとても急であり、冬は雪と氷の登攀が必要である。ムラセン山はカピレイラまたはトレベレスからその日のうちに登ることができるが、ポケイラ山小屋または露営で一泊するのが一般的である。

### 事故

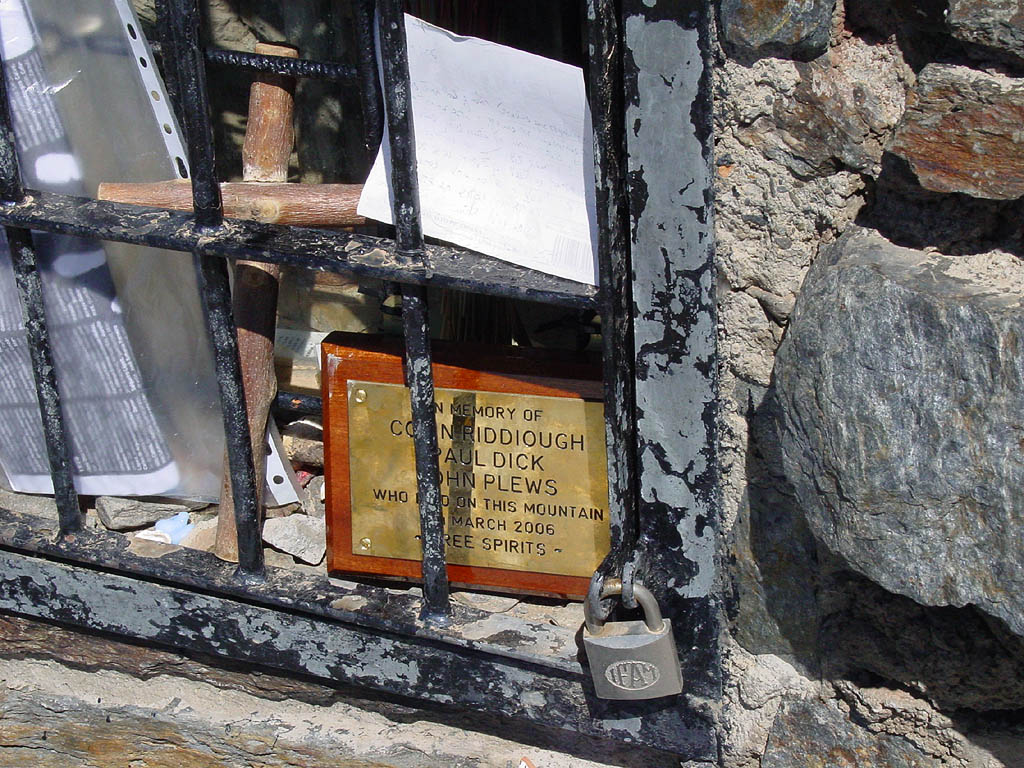
山頂に設置されたイギリス人登山家の記念額

2006年3月5日、イギリスのティーズサイドからやってきたイギリス人登山者3人が遭難・死去し、死因は低体温症が疑われている。当初、グアルディア・シビル（治安警察）は3人が極地に対する十分な装備を持っていなかったと発表したが、犠牲者の家族、ある犠牲者の登山仲間、救助隊員の一人がこの発表に異議を唱えた。彼らの死去を悼み、ムラセン山の頂上には記念額が設置された。

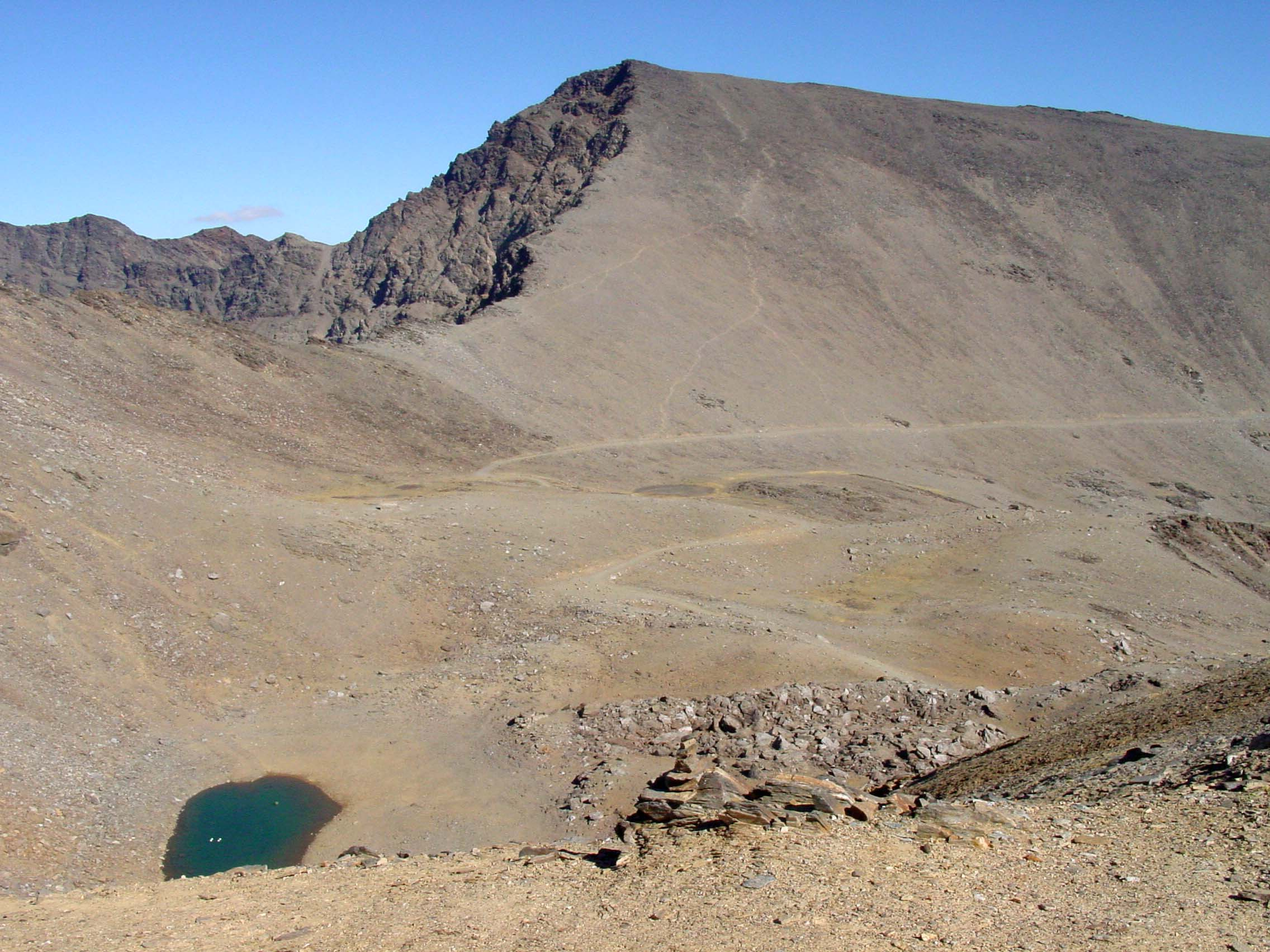
プンタ・デ・ロマ・ペラーダから見たムラセン山
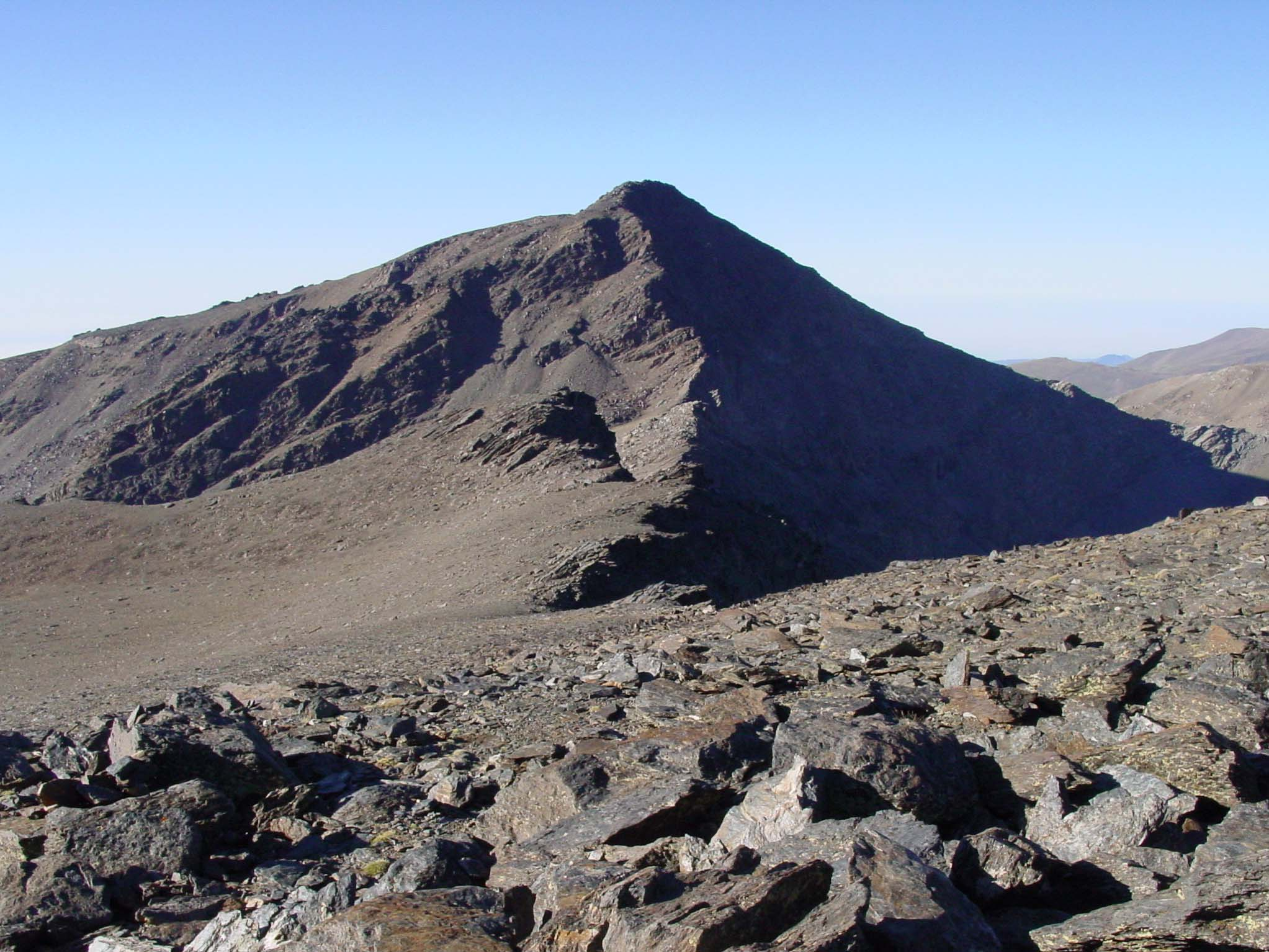
アルカサバから見たムラセン山
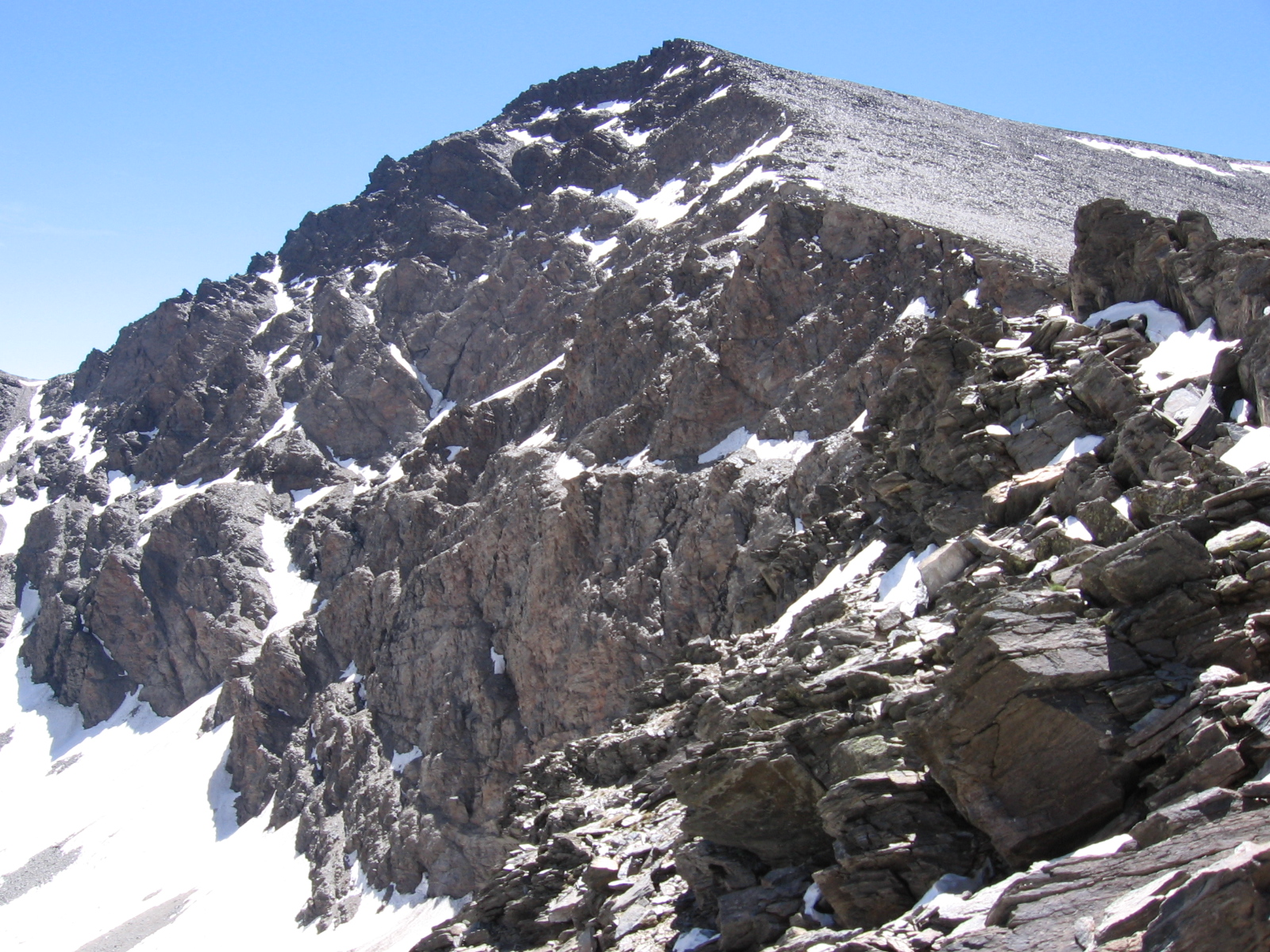
北斜面
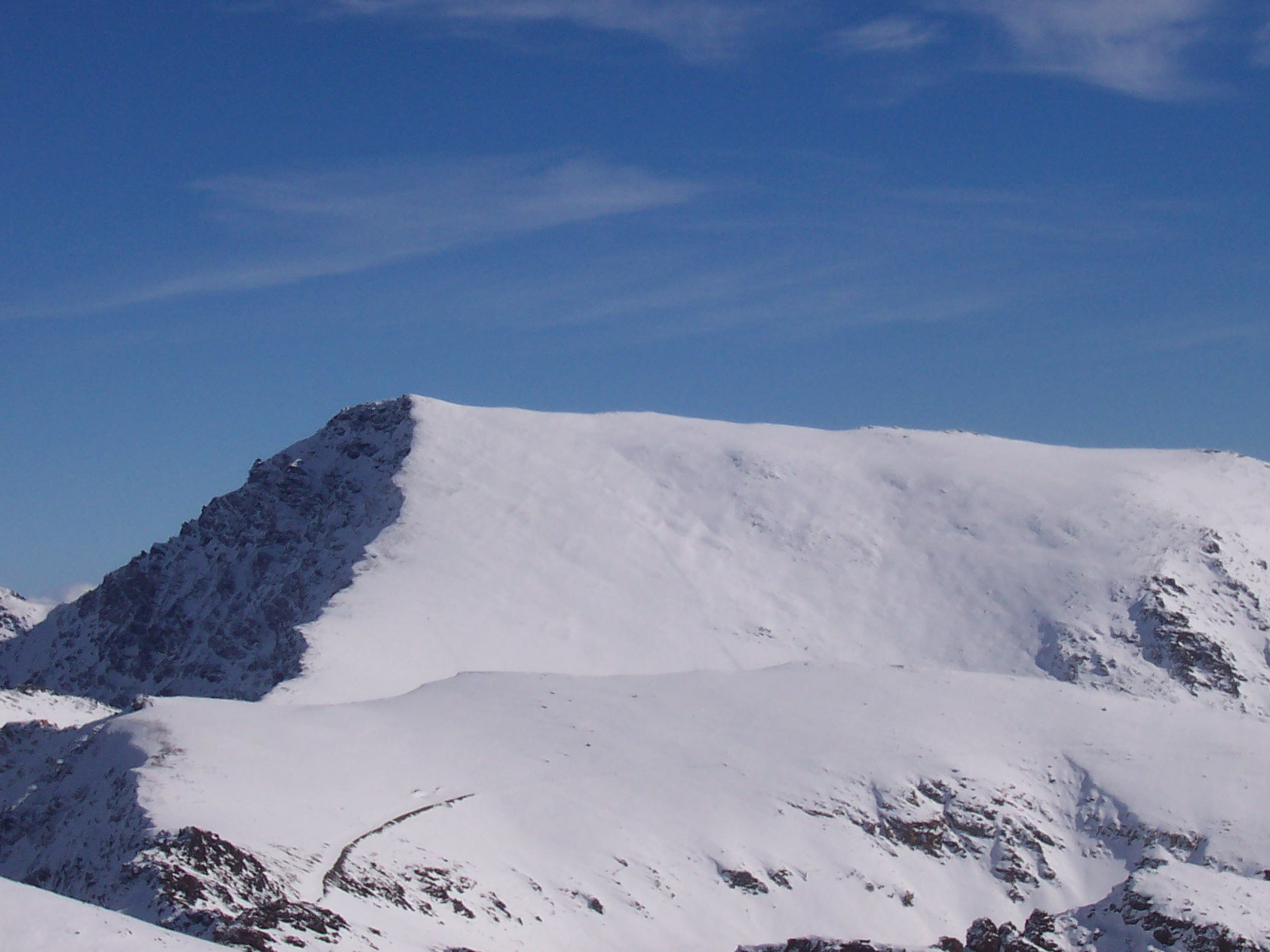
西側から見た冬季のムラセン山
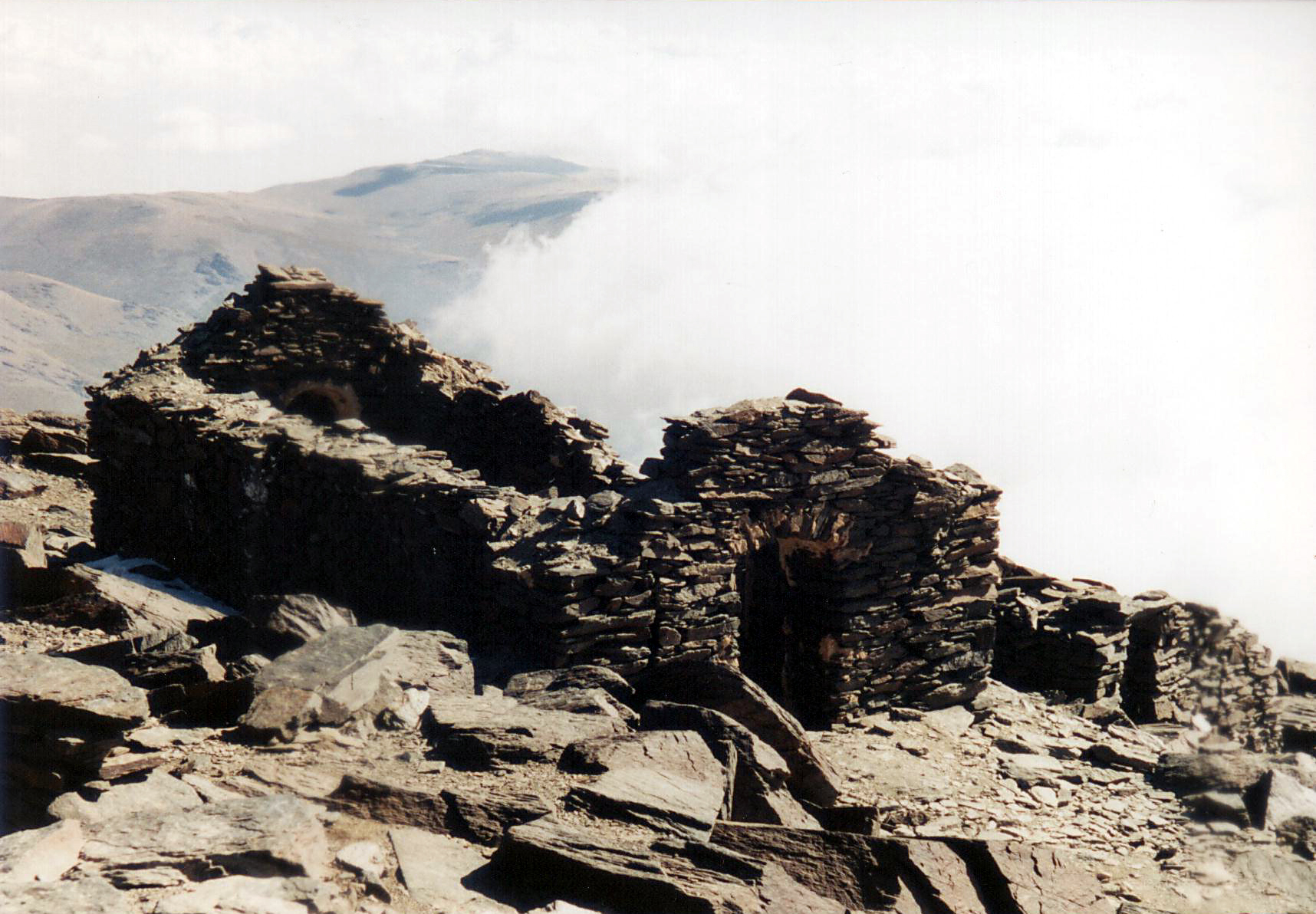
頂上にある小屋の廃墟
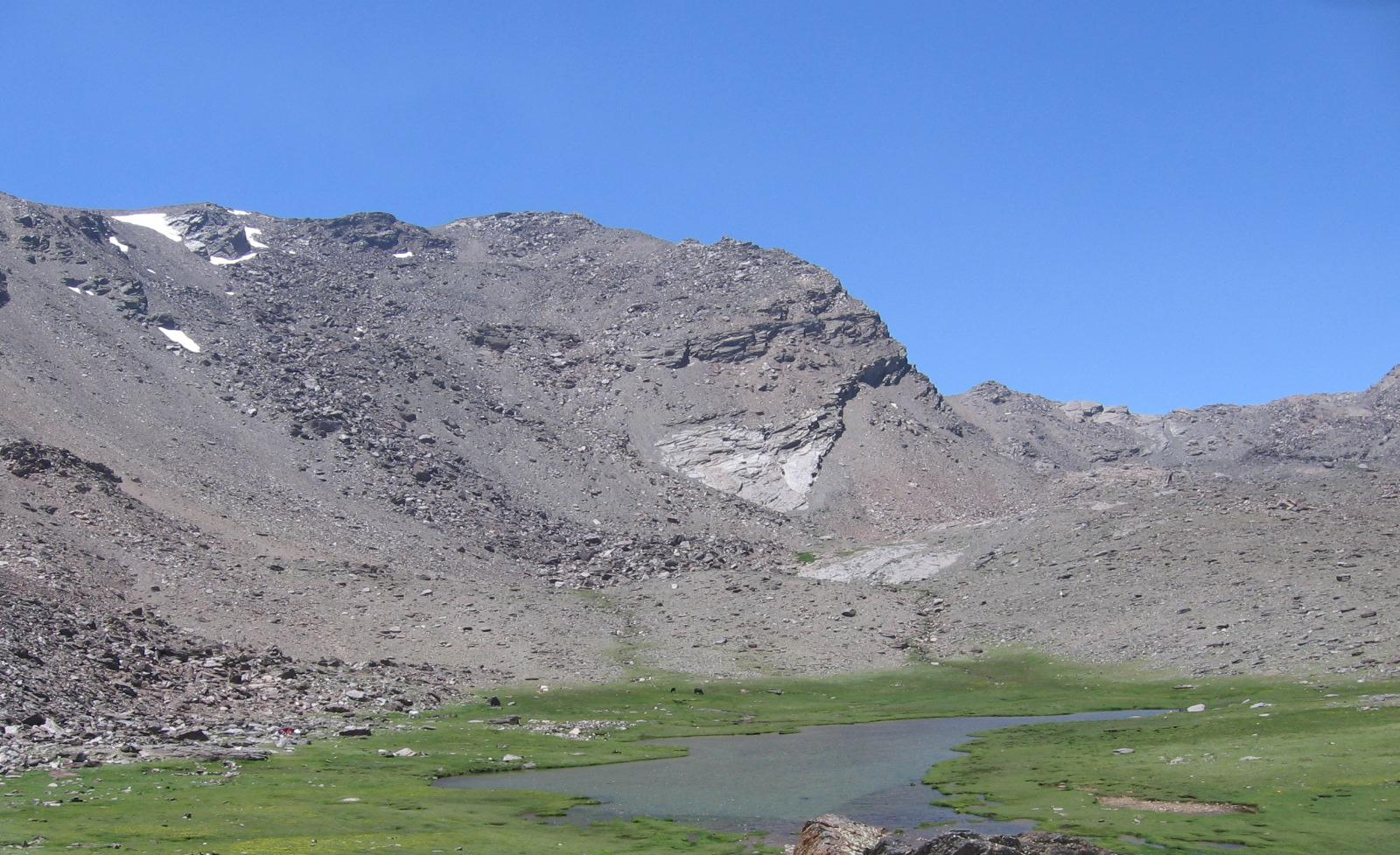
オンデラ湖とムラセン山

## 文献
- 谷岡武雄『改定版 コンサイス外国地名事典』三省堂、1995年、1040頁。